# Paternion
Paternion (tiếng Slovene: Špaterjan) là một thị xã thuộc huyện Villach-Land trong bang Carinthia. Đô thị này nằm ở thung lũng Drava, 18 km về phía tây bắc thành phố Villach. Paternion được chia thành 6 Katastralgemeinden: Feistritz an der Drau, Kamering, Kreuzen, Nikelsdorf, Paternion và Rubland.

## Kết nghĩa
- Ladenburg, Đức